# Milesia variegata
Milesia variegata är en tvåvingeart som beskrevs av Enrico Adelelmo Brunetti 1908. Milesia variegata ingår i släktet Milesia och familjen blomflugor. Inga underarter finns listade i Catalogue of Life.